# Melanoplus gurneyi
Melanoplus gurneyi är en insektsart som beskrevs av Strohecker 1960. Melanoplus gurneyi ingår i släktet Melanoplus och familjen gräshoppor. Inga underarter finns listade i Catalogue of Life.